# Everardo II de Wurtemberg
Everardo II, llamado el Pendenciero (después de 1315-15 de marzo de 1392, Stuttgart), fue conde de Wurtemberg desde 1344 hasta 1392. Everardo II era hijo del conde Ulrico III de Wurtemberg y Sofía de Pfirt. 

## Matrimonio y descendencia
Se casó con la condesa Isabel de Henneberg-Schleusingen el 17 de septiembre de 1342. Tuvieron dos hijos: 
- Ulrico, que murió en la victoriosa batalla de Döffingen y fue el padre de su sucesor Everardo III;
- Sofía (1343–1369), que se casó en 1361 con Juan I de Lorena.

Desde el principio de su gobierno en 1344 hasta 1361 reinó junto con su hermano Ulrico IV, a quien obligó a firmar un tratado que confirmó la indivisibilidad de Wurtemberg. Poco después, Ulrico IV renunció a su gobierno conjunto el 1.º de mayo de 1362. Para fortalecer su poder y ampliar el territorio de Wurtemberg Everardo II se unió a diversos pactos. Como resultado, tanto él como su hermano recibieron privilegios extra, por ejemplo una sola jurisdicción, lo que dio más autonomía al Condado de Wurtemberg.
Creó sensación el asalto en 1367 del conde Wolf von Eberstein a Everardo II y su hijo Ulrico durante su estancia "en Wildbad" (presumiblemente Wildbad o Teinach). Ambos huyeron y tomaron el castillo de Neueberstein inmediatamente con una gran cantidad de hombres. Sin embargo, este asedio resultó infructuoso. 
Durante su reinado se alineó fuertemente contra las ciudades imperiales libres, que estaban en el camino de la expansión del territorio de Wurtemberg. Combatió a las ciudades unidas en la Schwäbischer Städtebund (Liga ciudadana de Suabia) en 1376, 1372 en Altheim, 1377 en Reutlingen y 1388 cerca de Döffingen. El resultado de esto era un punto muerto que aseguró la independencia de las ciudades. A pesar de todo, las ganancias territoriales durante su gobierno fueron sustanciales, por ejemplo Böblingen y Calw.

## Recepción
Everardo entra en la literatura a través de Schiller y Uhland.